# 아랍 경제 사회 개발 기금
아랍 경제 사회 개발 기금(Arab Fund for Economic and Social Development, AFESD)는 아랍의 경제 사회 개발을 위해 1968년 5월에 설립된 기금이다. 1972년에 첫 장관회의를 개최하고 1974년에 기금운영을 시작하였다. 본부는 쿠웨이트에 있다.